# Hyun Jyu-ni
Hyun Jyu-ni (1 de agosto de 1985), anteriormente conocida bajo el nombre artístico Juni o Ju-an, es una cantante y actriz surcoreana.

## Vida personal
Se casó con un empresario el 13 de diciembre de 2012 en una ceremonia privada celebrada en Guam. Dio a luz a su primer hijo el 30 de julio de 2013.

## Filmografía

### Series
| Año  | Título                             | Hangul                     | Papel        | Red         |
| ---- | ---------------------------------- | -------------------------- | ------------ | ----------- |
| 2008 | Beethoven Virus                    | 베토벤 바이러스            | Ha Yi-deun   | MBC         |
| 2009 | IRIS                               | 아이리스                   | Yang Mi-jung | KBS2        |
| 2010 | Juni & Ah-min's de Vida Individual | 쥬니와 아민의 독립생활백서 | Ella misma   | De oliva TV |
| 2010 | Soy Leyenda                        | 나는 전설이다              | Yang Ah-reum | SBS         |
| 2012 | Ohlala Couple                      | 울랄라 부부                | Go Il-ran    | KBS2        |
| 2014 | Ojos De Ángel                      | 엔젤 아이즈                | Cha Min-soo  | SBS         |
| 2014 | Mama                               | 마마 - 세상 무서울 게 없는 | Rachel       | MBC         |
| 2016 | Descendientes del Sol              | 태양의 후예                | doctora Pyo  | KBS2        |
| 2022 | It's Beautiful Now                 | 현재는 아름다워            | Lee So-ra    | KBS2        |

### Cine
| Año  | Título              | Hangul                | Papel                  |
| ---- | ------------------- | --------------------- | ---------------------- |
| 2009 | El Despegue         | 국가대표              | Wang soon-deok         |
| 2009 | Del cielo y del mar | 하늘과 바다           | Bada                   |
| 2011 | Juego Perfecto      | 퍼펙트 게임           | Min-kyung              |
| 2012 | El amor al 911      | 반창꼬                | Hyun-kyung             |
| 2015 | Se Llama Pasión     | 열정 같은 소리 y 있네 | Reportera Hyun (cameo) |